# Campeonato Santomense de 2012
O Campeonato Santomense de 2012 foi a 27ª edição do Campeonato Santomense de Futebol, competição nacional das ilhas de São Tomé e Príncipe.
Neste ano, tivemos 15 clubes na 1ª Divisão, sendo 10 para São Tomé e cinco para o Príncipe. O vencedor do torneio foi o Sporting Clube do Príncipe, que qualificou-se para a fase preliminar da Liga dos Campeões da CAF de 2013.

## Final do Campeonato
Pela primeira vez na história, tivemos dois representantes do Sporting Clube como finalistas do torneio. A partida decisiva deu-se em 5 de Novembro de 2012 entre o Sporting Clube do Príncipe e o Sporting Praia Cruz, da Ilha de São Tomé. O homem do jogo foi Remy Lima, que marcou dois dos três golos dos principenses, na vitória por 3 a 1 de seu time. Este foi o segundo título nacional do Sporting Clube do Príncipe, que sagrou-se bicampeão nas temporadas 2011 e 2012.
Partida:
| 5 de novembro de 2012 | Sporting Clube do Príncipe   | 3 – 1     | Sporting Praia Cruz | Estádio 13 de Junho, Santo António |
| 12:00 UTC+1           | Remy Lima 86', 90+1' · 90+2' | Relatório | Jair 87' (pen)      |                                    |

### Premiação
| Campeonato Santomense de 2012                    |
| São Tomé e Príncipe                              |
| ------------------------------------------------ |
| Sporting Clube do Príncipe Bicampeão (2º título) |